# Euphyia circumcidata
Euphyia circumcidata là một loài bướm đêm trong họ Geometridae.